# Vắc-xin tổng hợp
Vắc-xin tổng hợp là vắc-xin bao gồm chủ yếu là peptide tổng hợp, carbohydrate hoặc kháng nguyên. Chúng thường được coi là an toàn hơn vắc-xin từ nuôi cấy vi khuẩn. Tạo vắc-xin tổng hợp có khả năng tăng tốc độ sản xuất. Điều này đặc biệt quan trọng trong trường hợp xảy ra đại dịch.

## Lịch sử
Vắc-xin tổng hợp đầu tiên trên thế giới được tạo ra vào năm 1982 từ độc tố bạch hầu của Louis Chedid từ Viện Pasteur và Michael Sela từ Viện Weizmann.
Năm 1986, Manuel Elkin Patarroyo đã tạo ra SPf66, một phiên bản đầu tiên của vắc-xin tổng hợp cho bệnh sốt rét.
Trong đợt bùng phát dịch cúm năm 2009, vắc-xin chỉ có sẵn với số lượng lớn sau khi đã nhiễm bệnh ở người. Đây là một kinh nghiệm học tập cho các công ty tiêm chủng. Novartis Vaccine and Chẩn đoán, trong số các công ty khác, đã phát triển một phương pháp tổng hợp tạo ra rất nhanh virus vắc-xin từ dữ liệu chuỗi để có thể tiêm vắc-xin sớm trong các đợt bùng phát đại dịch. Philip Dormatizer, trưởng nhóm nghiên cứu vắc-xin virus tại Novartis, cho biết họ đã "phát triển một cách tổng hợp hóa học bộ gen của virus và phát triển chúng trong các tế bào nuôi cấy mô".
Dữ liệu pha I của UB-311, một loại vắc-xin peptid tổng hợp nhắm vào beta amyloid, cho thấy loại thuốc này có thể tạo ra kháng thể đối với các oligomer beta và fibril cụ thể mà không làm giảm nồng độ kháng thể ở bệnh nhân trong độ tuổi cao. Kết quả từ thử nghiệm giai đoạn II được dự kiến sẽ có vào nửa cuối năm 2018.